# كلاريس ليسبكتور
كلاريسي ليسبكتور (بالبرتغالية: Clarice Lispector‏) هي كاتبة برازيلية وصفت بأنها أهم الكتاب اليهود منذ فرانس كافكا هتف العالم بإسمها لرواياتها المبتكرة وقصصها القصيرة، ولدت لعائلة ليتوانية يهودية في منطقة فولينيا غرب أوكرانيا، انتقلت عائلتها إلى البرازيل عندما كانت كلاريسي رضيعة وكان ذلك في خضم المصائب التي تجتاح عرقها وأرضها في أعقاب الحرب العالمية الأولى.
نشأت كلاريسي في مدينة ريسيفي شمال غرب البرازيل حيث توفيت والدتها وهي في التاسعة من عمرها بعد ذلك انتقلت العائلة إلى العاصمة ريو دي جانيرو وهي في سن المراهقة، خلال دراسة كاريسي في كلية الحقوق في ريو دي جانيرو بدأت بنشر أول أعمالها الصحفية في بعض الصحف والمجلات وأيضاً بعض قصصها القصيرة.
قُقزت كلاريسي في ميدان الشهرة بعد كتابتها لأولى رواياتها بالقرب من القلب المتوحش (Perto do Coração Selvagem) كتبت روايتها هذه على طريقة تيار الوعي أسلوباً ولغةً والذي اعتبر ثورياً آن ذاك في البرازيل. غادرت البرازيل في عام 1944 بعد زواجها من دبلوماسي برازيلي وقضت العقد والنصف التالي من حياتها في أوروبا والولايات المتحدة، بعد عودتها إلى ريو دي جانيرو في عام 1959 بدأت بإنتاج أكثر أعمالها شهرة ومن ضمنها: الروابط العائلية (Laços de família)، العاطفة وفقا ل G.H. وأيضاَ التحفة الأدبية قنديلة البحر (Água Viva).
في العام 1966 أصيبت كلاريس في حادث وقضت العقد الأخير من حياتها في ألم مُتتابع وبقيت تكتب وتنشر رواياتها بشكل ثابت حتى موتها المبكر في العام 1977 .
كانت كلاريكس محور العديد من الكتب، وذكرها في الأدب والموسيقى البرازيلية شائع جداً.
في 1995 تقدمت الدكتورة نادية جوتليب أستاذة السرد البرازيلي بجامعة ساو باولو بنشر أول سيرة للكاتبة كلاريسي ليسبتكور بعنوان «كلاريسي» وتضم السيرة تحليل علمي لعملية إبداع الكاتبة وعلاقتها بحياتها ومرفق بها أرشيف ثري بالصور الفوتوغرافية، وتعد أهم مرجع عن الكاتبة حتى الآن. السيرة التي كتبتها الدكتورة نادية إعتمدت على زيارات لأماكن التي مرت بها الكاتبة.
في عام 2009 نشر الكاتب الأمريكي بنيامين موسِر كتاب [لماذا هذا العالم: سيرة ذاتية كلاريس ليسبكتور]. بحسب الأستاذ الدكتور بنجامين عبد جونيور أستاذ الأدب المقارن بجامعة ساو باولو، السيرة التي كتبها بنيامين موسر بها كثير من الأخطاء والمعلومات غير الموثقة وقد نسخ جزء كبيرة من السيرة التي كتبتها د. نادية جوتليب دون أن يشير إليها.
وفي 2017 تم نشر ترجمة عربية لرائعتها «ساعة النجمة»  لدار نشر الكتب خان، وقد قام بترجمتها للعربية د. ماجد الجبالي، رئيس قسم اللغة البرتغالية بجامعة أسوان.

## مؤلفاتها

### الروايات
- بالقرب من القلب المتوحش (1943)-Perto do Coração Selvagem
- الثُريّا (1946)- O Lustre
- المدينة المحاصرة (1949)- A Cidade Sitiada
- تفاح في الظلام (1961)- A Maçã no Escuro
- العاطفة وفقاً ل غ.ه. (1964)- .A Paixão segundo G.H
- التتلمذ أو كتاب الملذات (1969)- Uma Aprendizagem ou O Livro dos Prazeres
- قنديلة البحر (1973)- Água Viva
- ساعة النجمة (1977)- A hora da Estrela
- نسمة الحياة (1978)- Um Sopro de Vida

### تجميعات القصص القصيرة
- بعض القصص (1959)- Alguns contos
- الجيش الأجنبي (1964)- A legião estrangeira
- المتعة الخفية (1971)- Felicidade clandestina
- محاكاة الوردة (1973)- A imitação da rosa
- حيث كنت في الليل (1974)- Onde estivestes de noite
- ليس للنسيان (1978)- Para não esquecer
- الجميلة والوحش (1979)- A bela e a fera
- القصص الكاملة (2015)

### أدب الأطفال
- لغز الأرنب المفكر (1967)- O Mistério do Coelho Pensante
- المرأة التي قتلت السمكة (1968)- A mulher que matou os peixes
- حياة لورا الخاصة (1974)- A Vida Íntima de Laura
- صائب تقريباً (1987)- Quase de verdade
- كيف وُلدت النجوم: 12 اسطورة برازيلية (1987)- Como nasceram as estrelas: Doze lendas brasileiras

## وفاتها
بعد وقت قصير من نشرها لروايتها ساعة النجمة أُدخلت السيدة ليسبكتور إلى المستشفى وتم تشخيصها بمرض سرطان المبايض المستعصي على العلاج، بالرغم من أنه لم يتم إعلامها بالتشخيص وتوفيت عشيّة عيد ميلادها السابع والخمسين ودُفن جثمانها في الحادي عشر من ديسمبر من عام 1977، في المقبرة اليهودية في ريو دي جانيرو.

## روابط خارجية
- كلاريس ليسبكتور على موقع IMDb (الإنجليزية)
- كلاريس ليسبكتور على موقع الموسوعة البريطانية (الإنجليزية)
- كلاريس ليسبكتور على موقع ديسكوغز (الإنجليزية)
- كلاريس ليسبكتور على موقع قاعدة بيانات الفيلم (الإنجليزية)